# Gobiernos Locales por la Sostenibilidad
ICLEI-Gobiernos Locales por la Sostenibilidad (ICLEI por sus siglas en inglés) es una organización internacional de gobiernos locales y organismos estatales y regionales que se han comprometido con el desarrollo sostenible. ICLEI se fundó en 1990 como el Consejo Internacional para Iniciativas Medioambientales Locales.
La asociación internacional se estableció cuando más de 200 gobiernos locales de 43 países lo acordaron en su conferencia inaugural, el Congreso Mundial de Gobiernos Locales para un Futuro Sostenible, en las Naciones Unidas en Nueva York en septiembre de 1990.
Hoy, más de 1 200 ciudades, condados, y sus asociaciones en 84 países componen la creciente membresía de ICLEI. La asociación trabaja con estos y centenares de otros gobiernos locales a través de campañas internacionales basadas en el rendimiento y orientadas a resultados. Proporciona consultoría técnica, formación, y servicios de información para incrementar las capacidades administrativas, compartir conocimientos y apoyar a los gobiernos locales en la aplicación local de iniciativas de desarrollo sostenible. La premisa básica de ICLEI es que las iniciativas diseñadas localmente pueden proporcionar una manera con buena relación coste-eficacia de conseguir objetivos de sostenibilidad locales, nacionales y  mundiales.

## Miembros
En octubre de 2018 eran miembros de ICLEI más de 1 500 gobiernos locales de más de 124 países, con más de 600 en los Estados Unidos. El número de afiliados a ICLEI en EE. UU. creció el 58 % en 2008 y el 25 % en 2009.  Los miembros estadounidenses incluyen pueblos, ciudades y condados de todos los tamaños, desde la Ciudad de Nueva York y el Condado de Los Ángeles hasta Dubuque (Iowa) y Arlington (Texas).
Los únicos requisitos para afiliarse a ICLEI son un compromiso definido con la protección del clima y el pago de una cuota anual de afiliación basada en el número de habitantes.

## Historia y estructura
ICLEI se fundó en 1990, con su secretaría mundial inicialmente en Toronto, Canadá.  La oficina de EE. UU. abrió formalmente en 1995. La oficina ejecutiva de EE. UU. tiene su sede en Washington D. C., y la secretaría mundial se encuentra ahora en Bonn, Alemania.
Su denominación inicial fue "Consejo Internacional para Iniciativas Medioambientales Locales". Pero en 2003 los miembros de ICLEI de aprobaron revisar la misión de la organización, su carta fundacional y su denominación para reflejar mejor sus retos y el amplio tema de la sostenibilidad. La denominación oficial quedó "ICLEI-Gobiernos Locales por la Sostenibilidad" (en inglés ICLEI-Local Governments for Sustainability).

## Programas
También se aprobó en 2003 un mandato más amplio para abordar no solo asuntos medioambientales, sino también la sostenibilidad.
La organización promueve los programas siguientes para adopción y aplicación a nivel local de convenios internacionales:
- Convenciones de Río:
  - La Convención Marco de las Naciones Unidas sobre el Cambio Climático
  - El Convenio sobre la Diversidad Biológica
  - La Convención de las Naciones Unidas para la Lucha contra la Desertificación
  - El Programa 21 (también conocido como Agenda 21, resultado de la Cumbre de Río 2012)
  - El Programa de Naciones Unidas para los Asentamientos Humanos (también conocido como la Agenda Hábitat)
  - Los Objetivos de Desarrollo del Milenio
  - El Plan de implementación de Johannesburgo

ICLEI también proporciona la supervisión del Pacto de los alcaldes, una coalición mundial de dirigentes de ciudades fundada para abordar a nivel local el calentamiento del planeta.

## Gobernanza

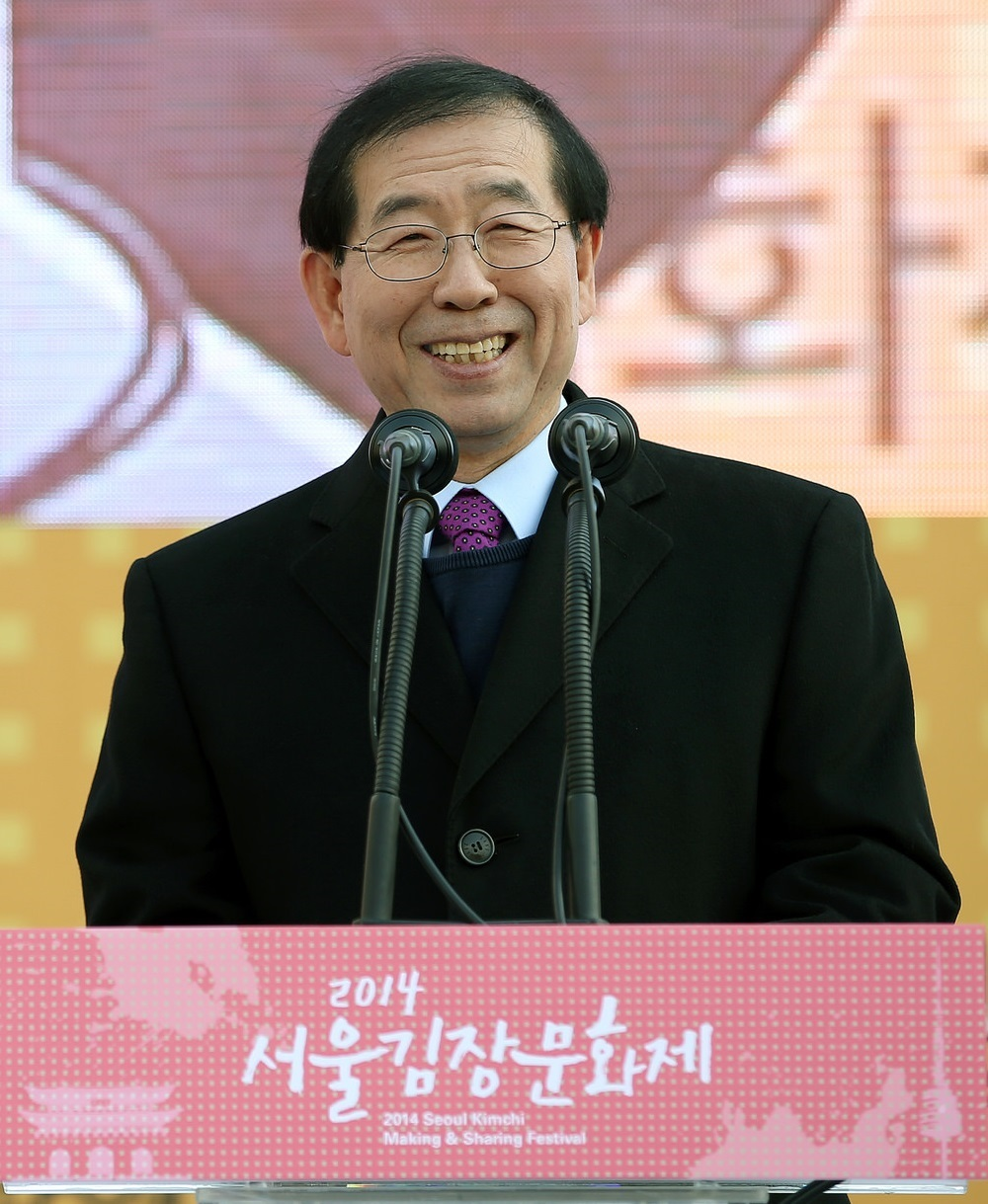
Park Won-soon, presidente de ICLEI desde 2015

ICLEI es una organización democrática con una posición en su consejo para cada gobierno local miembro. Este consejo se reúne cada 3 años en un congreso mundial de ICLEI y establece las prioridades y la dirección de la organización a través de la adopción de un plan estratégico a 6 años. El más reciente congreso mundial de se celebró en Montreal del 19 al 22 de junio de 2018. Los miembros eligen 21 representantes para el comité ejecutivo, el cual supervisa la aplicación del plan estratégico y las operaciones de ICLEI .
Directores de la secretaría mundial de ICLEI:
- Park Won-soon, presidente de ICLEI y alcalde de Seúl, Corea del Sur
- Gino Van Begin, secretario general de ICLEI, Bonn, Alemania

## Centro de capacitación de ICLEI
Este centro, anteriormente denominado "Centro de Formación Internacional", es la unidad de formación y de servicio de conferencias de ICLEI. Se halla en Bonn, donde también se encuentra la secretaría mundial y el Centro Climático. En esta villa se han celebrado también los congresos de ciudades resilientes de 2011 y 2012.

## Ecomovilidad
Ecomovilidad es un término utilizado para describir viajes con medios de transporte integrados, socialmente inclusivos y ambientalmente respetuosos, como caminar, ciclismo o transporte público. Permitiendo a organizaciones y ciudadanos el acceso sostenible a bienes, servicios e información, la ecomovilidad apoya la  calidad de vida de los ciudadanos, aumenta las opciones de transporte y promueve la cohesión social.
No es una nueva modalidad de transporte ni una palabra colectiva para indicar transporte heterogéneo. Ecomovilidad indica un nuevo planteamiento de movilidad que destaca la importancia del transporte público y el transporte no motorizado y promueve en la ciudad un uso integrado de todas las modalidades. Las opciones de transporte ecológicas son ambientalmente sostenibles, socialmente inclusivas y emiten pocos gases de efecto invernadero (causantes principales del calentamiento mundial) o ninguno, comparadas con los automóviles individuales impulsados por combustibles fósiles. La ecomovilidad promueve el uso de vehículos eléctricos ligeros, siempre que su electricidad provenga de fuentes renovables. Incorporar la ecomovilidad al desarrollo de las políticas y sistemas de tráfico beneficiará a los gobiernos locales al lograr reconocimiento internacional para la ciudad y su liderazgo.
ICLEI tiene una agenda para promover la ecomovilidad en las ciudades bautizada Agenda de la ciudad ecomóvil (transporte urbano sostenible). Ejecuta los siguientes 3 proyectos clave:
La Alianza por la Ecomovilidad se creó en octubre de 2011 en Changwon, Corea del Sur. Es una transformación de la anterior Alianza Mundial por la Ecomovilidad, una organización no gubernamental fundada y lanzada en Bali el 10 de diciembre de 2007, con ocasión de la Conferencia de Bali 2007 (UNFCCC-COP-13). ICLEI representa legalmente y alberga la secretaría de la Alianza por la Ecomovilidad. Esta secretaría se encuentra en Bonn, Alemania. La Alianza por la Ecomovilidad es una asociación internacional sin ánimo de lucro que promueve la ecomovilidad en todo el mundo, para  así reducir la dependencia de los ciudadanos de vehículos privados de combustibles fósiles. Esta alianza está dirigida por un alcalde con visión de futuro.
Presidencias hasta 2017: 
- 2012-2015 Ciudad de Changwon, Corea del Sur
- 2016-2017 Ciudad de Kaohsiung, Taiwán

El  Festival mundial de ecomovilidad es un experimento de un mes de duración, emprendido por alcaldes atrevidos y con visión de futuro, para mostrar un estilo de vida libre de automóviles en un barrio de una ciudad. Los habitantes de este barrio mostrarán al mundo que se puede llevar una vida normal sin depender de automóviles personales. Los ciudadanos abrazarán el caminar mejorado, el ciclismo y el  transporte público, y utilizarán vehículos eléctricos ligeros para reemplazar los viajes en vehículos de combustibles fósiles.
Festivales mundiales de ecomovilidad hasta 2017:
- Festival mundial de ecomovilidad 2013, Suwon, Corea del Sur
- Festival mundial de ecomovilidad 2015, Johannesburgo, Sudáfrica [primera descongestión mensual de un distrito financiero en África, Sandton]
- Festival mundial de ecomovilidad 2017, Kaohsiung

El Congreso mundial de ecomovilidad proporciona perspectivas nuevas, enriquecedoras y visionarias para la movilidad urbana sostenible. El objetivo de estos congresos es facilitar un amplio conocimiento internacional de la ecomovilidad. Renombrados expertos en transporte, dirigentes transformadores, tomadores de decisiones, alcaldes e innovadores de todo el globo presentan algunos de los mejores estudios de caso, y los participantes aprenden cómo iniciar y aplicar buenas a la vez que entran en debates fructíferos sobre movilidad para el futuro de unas ciudades sostenibles.
Congresos mundiales de ecomovilidad hasta 2017
- Congreso mundial de ecomovilidad 2011, Changwon
- Congreso mundial de ecomovilidad 2013, Suwon
- Congreso mundial de ecomovilidad 2015, Johannesburgo
- Congreso mundial de ecomovilidad 2017, Kaohsiung

Además de los proyectos citados, la Agenda de la ciudad ecomóvil también trabaja en las áreas siguientes:
- Medida del rendimiento del transporte urbano en ciudades
- Ecologística: es una iniciativa dedicada para apoyar el transporte y suministro de mercancías dentro de la ciudad.
- Salud y movilidad: la agenda también trabaja con las ciudades para destacar los efectos de la dependencia del automóvil en la salud pública: sedentarismo, mala calidad del aire y obesidad infantil.
- Seguridad vial: los accidentes de tráfico en la ciudad son la primera causa de pérdida de vidas e incapacidad permanente en muchas villas de países en desarrollo. A través de su trabajo en ecomovilidad, ICLEI apoya a las ciudades para priorizar el transporte no motorizado y el transporte público, y diseñar ciudades mejores y más seguras.

## Críticas
Activistas del Tea Party tomaron a ICLEI como objetivo por su apoyo a la Agenda 21, una iniciativa no vinculante de la Organización de las Naciones Unidas que busca preservar tierras y recursos. Los activistas afirmaban que los esfuerzos de gobiernos locales para expandir el transporte público y preservar espacios naturales eran parte  de una conspiración de la ONU «para negar derechos de propiedad y conducir a la gente hacia las ciudades».
Las políticas sostenibles aplicadas a nivel municipal, como carriles bici, incentivos para los ciclistas, bicicletas compartidas u opciones de transporte público, han sido blanco de estas críticas. Notablemente, Dan Maes, candidato republicano a gobernador de Colorado en 2010, atacó estas políticas en Denver (la capital de dicho estado) durante su campaña.

## ICLEI EE.UU.
La rama de Estados Unidos (en inglés ICLEI USA) es una organización sin ánimo de lucro clasificada legalmente como de tipo 501 (c)(3), y está afiliada a la organización internacional del mismo nombre.
En junio de 2011 Michael Schmitz fue nombrado director ejecutivo de ICLEI USA.